# Toast (album)
Toast – trzeci album studyjny polskiej piosenkarki Kasi Popowskiej. Wydawnictwo ukazało się 27 listopada 2020 nakładem wytwórni muzycznej GT Event w dystrybucji e-Muzyka.
Album jest utrzymany w stylu muzyki pop. Składa się z wersji standardowej (1 CD).
Nagrania były promowane singlami: „Nie ma nas”, „Nim potłuczemy szkło”, „Powiedz gdzie” i „Toast”.

## Lista utworów
Opracowano na podstawie materiału źródłowego.
| Toast – Wersja standardowa | Toast – Wersja standardowa | Toast – Wersja standardowa       | Toast – Wersja standardowa       | Toast – Wersja standardowa |
| Nr                         | Tytuł utworu               | Słowa                            | Muzyka                           | Długość                    |
| -------------------------- | -------------------------- | -------------------------------- | -------------------------------- | -------------------------- |
| 1.                         | „Wierz mi”                 | Kamil Durski                     | Katarzyna Popowska               | 4:50                       |
| 2.                         | „Ty i ja”                  | Katarzyna Popowska, Maciej Wasio | Katarzyna Popowska, Paweł Wochna | 3:49                       |
| 3.                         | „Nim potłuczemy szkło”     | Maciej Wasio                     | Piotr Rubik, Maciej Wasio        | 4:34                       |
| 4.                         | „Powiedz gdzie”            | Katarzyna Popowska, Maciej Wasio | Katarzyna Popowska               | 3:54                       |
| 5.                         | „Pod prąd”                 | Katarzyna Popowska               | Katarzyna Popowska               | 2:45                       |
| 6.                         | „Próbuj”                   | Katarzyna Popowska, Maciej Wasio | Katarzyna Popowska               | 4:04                       |
| 7.                         | „Trop”                     | Katarzyna Popowska               | Katarzyna Popowska               | 4:05                       |
| 8.                         | „Nie ma nas”               | Katarzyna Popowska               | Katarzyna Popowska               | 3:19                       |
| 9.                         | „Tu”                       | Katarzyna Popowska, Maciej Wasio | Katarzyna Popowska               | 3:02                       |
| 10.                        | „Bal”                      | Katarzyna Popowska, Maciej Wasio | Katarzyna Popowska               | 4:10                       |
| 11.                        | „Toast”                    | Katarzyna Popowska               | Katarzyna Popowska               | 4:43                       |
|                            |                            |                                  |                                  | 43:15                      |